# Cantó d'Argelers

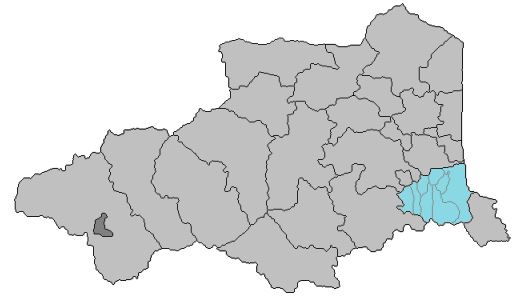
Mapa de situació de l'antic cantó dins els Pirineus Orientals.

El cantó d'Argelers és una antiga divisió administrativa francesa, situada a la Catalunya Nord, al departament dels Pirineus Orientals. Va desaparèixer el 2015.

## Composició
El cantó d'Argelers estava compost per 8 comunes del Rosselló:
- Argelers (capital del cantó)
- Montesquiu d'Albera
- Palau del Vidre
- La Roca d'Albera
- Sant Andreu de Sureda
- Sant Genís de Fontanes
- Sureda
- Vilallonga dels Monts

Tots ells són integrats en la Comunitat de comunes de les Alberes i de la Costa Vermella
En 2015, tres d'ells (Argelers de la Marenda, Palau del Vidre i Sant Andreu de Sureda) han quedat integrats en el cantó de la Costa Vermella, mentre que els altres 5 (Montesquiu d'Albera, la Roca d'Albera, Sant Genís de Fontanes, Sureda i Vilallonga dels Monts) han estat inclosos en el cantó de Vallespir-Albera.

## Demografia
| 1962  | 1968   | 1975   | 1982   | 1990   | 1999   | 2009   |
| ----- | ------ | ------ | ------ | ------ | ------ | ------ |
| 9.458 | 10.982 | 11.957 | 14.758 | 18.311 | 22.625 | 26.118 |

## Política
El conseller general per aquest cantó és Pierre Aylagas, del Partit Socialista, que va obtindre la victòria en la segona volta de les darreres eleccions cantonals, celebrades el 28 de març del 2004. Pierre Aylagas, alcalde d'Argelers, va revalidar el seu escó en la segona volta d'aquests comicis amb el 57,97% dels vots, derrotant el candidat de la UMP, Marcel Descossy, alcalde de Palau del Vidre, que en va obtenir el 27,17%. El candidat del Front nacional, Édouard Fesenbeck, va quedar tercer amb el 14,86% dels sufragis.
El candidat del Bloc Català, Philippe Simon, no va poder passar a la segona volta en aconseguir en la primera només 250 vots, és a dir, l'1,93% dels sufragis, essent doncs el segon candidat menys votat, superant únicament el candidat de l'extrema esquerra Rachid Saidi.

## Consellers generals
| Data d'elecció         | Identitat            | Partit           | Qualitat |
| ---------------------- | -------------------- | ---------------- | --- |
| 1833-1837              | Jean-Pierre Galabert |                  | |
| 1837-1839              | Germain Pujol        |                  | Maire d'Argelers (1837-1840) |
| 1839-1848              | Adolphe Sèbe         |                  | |
| 1848-1864              | Jean-Baptiste Bergé  |                  | |
| 1864-1871              | Michel Noé           |                  | Propietari, maire de Cotlliure (1864-1870) |
| 1871-1886              | Étienne Pujol        | Republicà        | Maire d'Argelers (1870-1874, 1876-1877, 1878-1890) |
| 1886-1887              | Pierre Forgas        | Republicà        | Maire de Portvendres (1884-1930) |
| 1887-1892              | François Hostalrich  | Republicà        | |
| 1892-1928              | Jules Pams           | Rad.             | Advocat - Diputat (1893-1905) - Senador (1904-1930) Ministre (de 1911 s 1920) President del Consell General                                                      |
| 1928 - 1940            | Joseph Parayre       | SFIO             | Advocat - senador (1937-1944) President del Consell General |
| 1945 - 1953 (mort)     | Marceau Banyuls      | SFIO             | maire de Cotlliure (1948-1953) |
| 1953 - 1979            | Gaston Pams          | Rad. després MRG | Propietari agrícola sénateur (1959-1981) maire d'Argelers (1953-1981)                                                                                            |
| 1979 - 1998            | Jacques Bordaneil    | MRG              | Alcalde de Palau del Vidre (1971-1999) |
| 1998 - 2012 (dimissió) | Pierre Aylagas       | PS               | Mestre jubilat diputat des de 2012 maire d'Argelers president de la Comunitat de Comunes de les Alberes i de la Costa Vermella vicepresident del Consell general |
| 2012 - 2015            | Martine Rolland      | PS               | Assistent maternal a Palau del Vidre |